# 11704 Gorin
A 11704 Gorin (ideiglenes jelöléssel 1998 FZ130) a Naprendszer kisbolygóövében található aszteroida. A LINEAR projekt keretében fedezték fel 1998. március 22-én.